# Marthamea luteicauda
Marthamea luteicauda är en bäcksländeart som beskrevs av František Klapálek 1921. Marthamea luteicauda ingår i släktet Marthamea och familjen jättebäcksländor. Inga underarter finns listade i Catalogue of Life.